# Геологія Канади
Геологічна будова Канади. 
В Канаді виділяють три великі геологічні області: 
1. Канадський щит, що займає східну і центральну частини країни;
2. молоді складчасті гори вздовж узбережжя Тихого океану;
3. прогини в західній частині центральної Канади.

Канадський щит, що займає 58 % території Канади, являє собою великий виступ кристалічного фундаменту. Ця область, що тягнеться від півострова Лабрадор до озера Вінніпег, озера Ла-Ронж, західного краю озера Атабаска і Великого Ведмежого озера, характеризується переважанням гранітних порід. На поверхню виходять найдревніші докембрійські корінні породи (понад 570 млн років тому), які зберігають сліди інтенсивних деформацій, що виникли внаслідок тектонічних рухів в докембрійський час. В наступні епохи Канадський щит відрізнявся такою жорсткістю, що майже не реагував на горотвірні процеси, які відбувалися в інших областях Землі у фанерозої. Крім переважаючих гранітів і гнейсів, значні площі в межах щита займають виходи сильно змінених метаморфізованих осадових і вулканічних порід. 
Древня Північно-Американська (Канадська) платформа — обрамована на заході складчастою системою Кордильєр, на сході – Північних Аппалач, а на півночі – Іннуїтською складчастою системою. Центральну, основну, частину Північно-Американської платформи займає згаданий вище Канадський щит, в межах якого виділяють 7 структурних провінцій: Сьюпіріор (або Верхнього озера), Південна, Нейн, Слейв, Бер (Ведмежа), Черчілл, Ґренвілл. Центральна частина Канадського щита зайнята великою западиною Гудзонової затоки, яка виконана теригенно-карбонатними осадами і евапоритами ордовика, силуру і девону та пісковиками крейди загальною потужністю до 2,5 км. Западина меншого розміру розташовується північніше, в районі басейну Фокс. Тут в основі чохла залягають відклади кембрію-силуру, представлені карбонатними, теригенними і евапоритовими осадами. На них і на фундаменті з розмивом залягають схожі за складом відклади верх. палеозою, вище, також з розмивом, — теригенний комплекс мезозою і палеогену. На крайньому північному заході (р. Макензі) під кембрієм з'являються карбонатно-теригенні гіпсоносні товщі середнього і верхнього рифею.
Система Кордильєр має складчасто-насувну будову і включає палеозойські відклади, крейдові і третинні моласи, місцями — відклади рифею і венду. Західні зони — область розвитку метаморфізованого верхнього протерозою-рифею і венду, відкладів палеозою, тріасу і нижньої юри, вугленосних молас верхньої юри і крейди, третинних вулканітів, а також область витягнутих вздовж Тихоокеанського узбережжя мезозойських гранітних батолітів. 
Північні Аппалачі в західній зоні (Нова Шотландія) складені потужними теригенно-карбонатними відкладами кембрію і ордовика. В ядрах підняття на о. Ньюфаундленд і в Нью-Брансуїк виступають метаосади і метавулканіти верх. протерозою (верхній рифей-венд); в крайніх східних виходах (півострів Авалон) вони складають пояс пізньовендської складчастості. В центральній частині Ньюфаундленду залягають потужні вулканогенно-осадові складнодислоковані товщі кембрію і ордовика, які вміщають офіоліти і місцями прорвані гранітоїдами пізнього ордовика. 
Іннуїтську систему складають: комплекс верхнього кембрію-девону, в якій теригенно-карбонатні відклади з евапоритами змінюються вулканогенно-уламковими; полога потужна (до 12 км) суцільна товща карбону — верхньої крейди, а місцями і палеогену, яка в нижній частині (карбон, перм) представлена головним чином карбонатами і евапоритами, а у верхній — теригенними, частково вугленосними відкладами; голоценова монокліналь з нахилом до моря Бофорта, яка обрамляє арктичний шельф.